# Kožuchovce, Stropkov
Kožuchovce este o comună slovacă, aflată în districtul Stropkov din regiunea Prešov. Localitatea se află la altitudinea de 340 m deasupra n.m., se întinde pe o suprafață de 6,15 km2 și în 2017 număra 58 de locuitori. Se învecinează cu comuna Oľšavka, Stropkov.

## Istoric
Localitatea Kožuchovce este atestată documentar din 1618.

## Demografie
| An:                | 1994 | 2004   | 2014   | 2024    |
| ------------------ | ---- | ------ | ------ | ------- |
| Număr de persoane: | 72   | 73     | 67     | 46      |
| Diferență:         |      | +1,38% | −8,21% | −31,34% |

| An:                | 2023 | 2024   |
| ------------------ | ---- | ------ |
| Număr de persoane: | 47   | 46     |
| Diferență:         |      | −2,12% |